# Jim Holtgrieve
Jim Holtgrieve  (St Louis, Missouri, 26 december 1947) is een Amerikaanse golfer. Hij woonde in St Louis en was lid van de Boone Valley Golf Club. 

## Amateur
Holtgrieve bleef amateur en werkte in een faniliebedrijf, waar hij uiteindelijk in de directie kwam. Hij was in 1981 de winnaar van het eerste Mid-Amateur Golfkampioenschap. Hij had een mooie amateurstijd, hij haalde drie keer de cut bij de Masters en in 1978 kwalificeerde hij zich voor het Brits Open.

### Gewonnen
- 1977: St Louis District Kampioenschap
- 1978: St Louis District Kampioenschap
- 1980: St Louis District Kampioenschap
- 1981: Mid-Amateur Golfkampioenschap, Missouri Amateur
- 1989: St Louis District Kampioenschap
- 1994: Metropolitan Amateur
- 1998: Taylor Cup

### Teams
- Walker Cup: 1979 (winnaars), 1981 (winnaars), 1983 (winnaars), 2011 (captain)
- Eisenhower Trophy: 1980 (winnaars), 1982 (winnaars)

## Professional
In 1998 werd hij professional om op de Champions Tour te kunnen spelen. Hij speelde van 1998-2005 122 professional toernooien en behaalde een paar top-10 plaatsen maar geen overwinning. Hij verdiende er bijna $ 1.400.000. In 2001 speelde hij 32 toernooien en kwalificeerde zich overal voor de laatste rondes. In 2007 kreeg hij zijn amateurstatus weer terug. 

## Amateur
In 2011 werd de 60-jarige Holtgrieve benoemd tot captain van het Amerikaanse Walker Cup team.
Holtgrieve kreeg vier keer de St Louis Amateur Athletic Award. 